# Sint Helenabaai
Sint Helenabaai is een kustplaats met 11.500 inwoners, in de Zuid-Afrikaanse provincie West-Kaap. Sint Helenabaai behoort tot de gemeente Saldanhabaai dat onderdeel van het district Weskus is.

## Subplaatsen
Het nationaal instituut voor de statistiek, Stats SA, deelt sinds de census 2011 deze hoofdplaats in in 14 zogenaamde subplaatsen (sub place), waarvan de grootste zijn:
Laingville • Steenbergs Cove • Stompneus Bay.